# Heldrungen
Heldrungen is een stad en voormalige gemeente in de Duitse deelstaat Thüringen, en maakt deel uit van de Kyffhäuserkreis.
Heldrungen telt  inwoners.
De gemeente maakte deel uit van Verwaltungsgemeinschaft An der Schmücke tot deze op 1 januari 2019 werd opgeheven. Heldrungen werd daarop de hoofdplaats van de die dag gevormde gemeente An der Schmücke.
Braunsroda · Bretleben · Gorsleben · Hauteroda · Heldrungen · Hemleben · Lundershausen · Oldisleben · Sachsenburg